# Полилинейная алгебра
Полилине́йная а́лгебра — раздел алгебры, обобщающий понятия линейной алгебры на функции нескольких переменных, линейные по каждому из аргументов.

## Основные определения
Основным объектом полилинейной алгебры является полилинейное ({\displaystyle n}-линейное) отображение:
{\displaystyle f:V_{1}\times \dots \times V_{n}\rightarrow W},
где {\displaystyle V_{1},\dots ,V_{n}} и {\displaystyle W} – векторные пространства над определённым полем {\displaystyle K}. Условие {\displaystyle n}-линейности означает, строго говоря, что для каждого {\displaystyle i=1,\dots ,n} семейство отображений
{\displaystyle (\pi _{i}f)_{\{x_{k}|k\neq i\}}:V_{i}\rightarrow W;\quad (\pi _{i}f)_{\{x_{k}|k\neq i\}}(x_{i})=f(x_{1},\dots ,x_{n})},
зависящее от {\displaystyle n-1} переменных {\displaystyle \{x_{k}|k\neq i\}} как от параметров, состоит из линейных отображений. Можно также определить {\displaystyle n}-линейное отображение рекурсивно (по индукции), как линейное отображение из {\displaystyle V_{n}} в векторное пространство {\displaystyle (n-1)}-линейных отображений.
- 2-линейное отображение называется билинейным, 3-линейное — трилинейным. Если {\displaystyle W} совпадает с полем {\displaystyle K,} то отображение называется полилинейной формой.

- Полилинейная форма называется симметричной, если её значение не изменятся при перестановке любых двух аргументов, и следовательно, при любой перестановке всех аргументов.
- Полилинейная форма называется кососимметричной (антисимметричной), если её значение изменяется на противоположное при перестановке любых двух аргументов. Следовательно, при перестановке всех аргументов её значение не изменится, если перестановка чётная, и изменяется на противоположное, если перестановка нечётная.
- Теорема:[1]  для каждого {\displaystyle n>1} существует единственная (с точностью до умножения на константу — элемент поля {\displaystyle K}) кососимметричная {\displaystyle n}-линейная форма {\displaystyle f:V_{1}\times \dots \times V_{n}\rightarrow K}. Это — определитель матрицы, составленной из векторов {\displaystyle V_{1},\dots ,V_{n}}.

- Возможно обобщение отображений с векторных пространств (над полями) на модули над кольцами.

## Квадратичные и билинейные формы
Алгебраические формы (однородные многочлены на векторных пространствах, задаваемые однородными многочленами от координат вектора) являются важными объектами изучения в линейной алгебре. Наибольший интерес из них представляют квадратичные формы и билинейные формы, но также изучаются и формы высших степеней, полилинейные формы, поликвадратичные формы, некоторые специальные виды форм (полуторалинейные, эрмитовы). Основными вопросами при изучении алгебраических форм являются законы изменения коэффициентов при линейных преобразованиях (заменах координат), способы приведения к каноническому виду посредством линейных преобразований и  взаимопредставление форм.
Квадратичная форма — объект линейной алгебры, фигурирующий во многих разделах математики, в частности, в теории чисел, теории групп (ортогональная группа), дифференциальной геометрии, алгебрах Ли (киллингова форма), определяемый как однородный многочлен второй степени в основном поле от {\displaystyle n} переменных ({\displaystyle n} — размерность рассматриваемого пространства). Квадратичная форма может быть представлена как матрица {\displaystyle n\times n}, которая (при основном поле характеристики, отличной от 2) является симметрической, а каждой симметрической матрице соответствует квадратичная форма, соответственно, над квадратичными формами вводятся те же операции, что и над матрицами (умножение на скаляр, сложение), квадратичные формы могут быть приведены к каноническому виду — диагональной форме:
{\displaystyle \sum _{i=1}^{n}a_{i}x_{i}^{2}=a_{1}x_{1}^{2}+a_{2}x_{2}^{2}+\cdots +a_{n}x_{n}^{2}},
(одним из практических способов приведения является метод Лагранжа) и рассматривается {\displaystyle [a_{1},\dots ,a_{n}]} как класс эквивалентности всех квадратичных форм, приводимых к диагональной форме с соответствующими коэффициентами, внутри таких классов эквивалентности сохраняются ранг и сигнатура.
Рассмотрение пары линейных форм (однородных многочленов первой степени) как единой функции от двух систем переменных (в терминах линейных пространств — над декартовым произведением двух векторных пространств, в наиболее общем случае — над произведением левого и правого унитарных модулей над одним кольцом с единицей) приводит к понятию билинейной формы (с точки зрения тензорной алгебры, билинейная форма рассматривается как тензор ранга {\displaystyle (0,2)}). Как и квадратичная форма, билинейная может быть выражена матрицей, притом всякая билинейная форма {\displaystyle B} может быть представлена квадратичной:
{\displaystyle Q_{b}(x)=B(x,y)+B(y,x)}
притом, в случае, когда векторное пространство определено над полем характеристики отличной от 2, взаимно единственным образом.
Ввиду особой важности (как для самой линейной алгебры, так и для приложений) наиболее детально изучены свойства симметричных {\displaystyle (B(x,y)=B(y,x))} и кососимметричных {\displaystyle (B(x,y)=-B(y,x))} билинейных форм.

## Другие примеры
Формализма
- Тензорное исчисление
- Алгебра Клиффорда

Объектов
- Поливектор
- Грассманиан

Операций
- Тензорное произведение — создаёт линейное пространство, но отображения, линейные на произведении, соответствуют полилинейным отображениям на исходных пространствах